# Empresa de Energía de Boyacá
Empresa de Energía de Boyacá S.A. E.S.P. Más conocida como EBSA, es una empresa de servicios públicos colombiana que vende el servicio de energía eléctrica atiende a más de 1,3 millones de personas en 123 municipios del departamento de Boyacá. Su sede principal se ubica en Tunja.

## Historia
El 9 de febrero de 1955 se constituyó mediante escritura pública numero 0000268 en la notaria numero 5 de Bogotá la Sociedad anónima Centrales eléctricas de Tunja, En 1960 se cambió la razón social de la empresa a Electrificadora de Boyacá S.A.
En 1962 se fusionó con la Empresa de Energía de Chiquinquirá, La Central Termoeléctrica de Paipa y la Hidroeléctrica de Pesca.
En 1995 mediante escritura publica se asume la denominación actual de Empresa de Energía de Boyacá S.A.
En 2011 el Gobierno vendió en una subasta la estatal Empresa de Energía de Boyacá (EBSA) a la privada Brookfield Corporation por unos 416,6 millones de dólares
En septiembre de 2019 Brookfield Corporation vendió el 99% de la Electrificadora de Boyacá a la operadora canadiense de activos de infraestructura Northland Power por $2.660 millones de dólares.